# 张家庄水库
张家庄水库是中国山西省吕梁市孝义市境内的一座水库，位于孝河上，建于1963年。水库正常库容为759万立方米，集雨面积为465平方千米，海拔为761.5米。